# Africana (nave mercantile)
L'Africana (già Valleluce, già Sestri) è stato un piroscafo da carico italiano, violatore di blocco durante la seconda guerra mondiale.

## Storia
Costruito tra il 1918 ed il 1919 dalla Società Esercizio Bacini, che ne fu anche l'iniziale proprietaria, il mercantile era un piroscafo da carico da 5869 tonnellate di stazza lorda, iscritto con matricola 866 presso il Compartimento marittimo di Genova. A partire dal 1919 la nave, il cui nome originario era Sestri, venne impiegata sulla rotta da Genova a New York.
Nel 1925 (per altre fonti nel 1923) il Sestri venne acquistato dalla Società anonima di Navigazione Lloyd Mediterraneo, con sede a Roma, che lo ribattezzò Valleluce. Nel 1936 (per altre fonti nel 1935) il Valleluce, insieme ad altre cinque navi del Lloyd Mediterraneo, venne acquistato dalla Ditta INSA (Società Anonima Industrie Navali), appartenente all'armatore genovese Giovanni Gavarone, che ribattezzò il piroscafo Africana.
Durante la guerra civile spagnola la nave venne impiegata per il trasporto di truppe e rifornimenti per il Corpo Truppe Volontarie, effettuando un singolo viaggio in Spagna nel gennaio 1937.
All'entrata dell'Italia nel secondo conflitto mondiale, il 10 giugno 1940, l'Africana, al comando del capitano Mario Bertolotto, si rifugiò a Recife (Pernambuco), in Brasile, dove rimase inattivo per circa un anno.
Nel frattempo lo Stato Maggiore della Regia Marina aveva proposto ed ottenuto di mettere a punto un piano per far forzare il blocco alleato da parte dei mercantili rifugiati nelle nazioni neutrali più benevole nei confronti dell'Italia (Spagna, Brasile e Giappone) e farli giungere a Bordeaux, base atlantica italiana (Betasom) nella Francia occupata: le navi sarebbero passate sotto il controllo delle forze tedesche, mentre i carichi (ancora a bordo da quando, dopo la dichiarazione di guerra, si erano rifugiate nei porti neutrali) sarebbero stati trasferiti in Italia via terra. Dopo la trasmissione delle istruzioni da seguire per la partenza ed il viaggio, era stata organizzata la partenza dei vari mercantili, iniziando dalla Spagna continentale, dalla quale, tra il febbraio ed il giugno 1941, si trasferirono a Bordeaux i mercantili Clizia, Capo Lena ed Eugenio C.. Era poi stato organizzato il trasferimento delle navi che si trovavano nelle Canarie: tra aprile e giugno si erano trasferiti in Francia i mercantili Capo Alga, Burano, Todaro, Ida ed Atlanta, mentre erano andate perdute le navi cisterna Recco, Sangro e Gianna M. ed il piroscafo Ernani. Toccò quindi alle navi bloccate in Brasile (al largo delle cui coste stazionavano numerose navi da guerra britanniche): in quelle acque stazionavano il transatlantico Conte Grande, due navi cisterna e 15 navi da carico. Per mezzo dell'addetto navale in Brasile, capitano di fregata Torriani, e del suo vice, tenente di vascello Di Vicino, Supermarina contattò i comandanti delle varie navi e scelse quelle adatte ad affrontare una traversata oceanica che le portasse nella Francia occupata: allo scopo vennero selezionati cinque piroscafi, la motonave Himalaya, giunta dall'Eritrea, e due navi cisterna, mentre le restanti undici navi, giudicate in condizioni non idonee ad una lunga navigazione, vennero lasciate in Brasile. Per prime, il 28 marzo, furono fatte partire le due navi cisterna: la Frisco, giunta indenne a Bordeaux, e la Franco Martelli, silurata ed affondata da un sommergibile britannico durante la navigazione. Tre mesi più tardi, tra il 28 ed il 29 giugno 1941, lasciarono i porti di Recife e Belém i piroscafi XXIV Maggio, Butterfly e Monbaldo.
Dopo un altro mese, tra il 30 ed il 31 luglio 1941, furono fatti partire, per ultimi, anche il piroscafo Stella, l'Africana e l'Himalaya. L'Africana, in particolare, lasciò Recife il 30 luglio, con un equipaggio di 43 uomini, affrontando la traversata dell'Atlantico contemporaneamente all'Himalaya, partita da Rio de Janeiro il giorno successivo. Entrambe le navi erano cariche di materiali di interesse bellico: acciaio, gomma, pelli, sego, cuoio, semi di ricino, lardo, zirconio, olio di cotone, olio di mocotò, rutilio, berillio, mica, quarzo, tantalio, ipecacuana, cristalli di rocca, columbite, volframio. Tali materiali erano stati procurati dalle autorità italiane (diplomatici, consoli, addetti navali) in collaborazione con il governo brasiliano (ancora favorevole, all'epoca, all'Asse), e ne era prevista la spartizione, dopo l'arrivo, tra Germania ed Italia. La partenza del piroscafo fu complicata dal fatto che, poco prima che questo partisse, un mercantile inglese si pose all'ormeggio vicino alla nave italiana, vanificando l'intento di partire di nascosto nottetempo. Nella serata del 30 luglio, tuttavia, un mercantile brasiliano, illuminato ed in uscita da Recife, costeggiando il litorale a bassa velocità, transitò nei pressi dell'Africana: il piroscafo italiano mise celermente in moto e si pose nella scia della nave brasiliana, le cui luci, unitamente a quelle di Recife, impedirono agli uomini del piroscafo inglese di distinguere la sagoma dell'Africana. Dopo aver navigato con lentezza e cautela per una trentina di miglia, continuando per un po' anche dopo l'allontanamento del bastimento brasiliano, l'Africana accostò verso est ed assunse la rotta stabilita per il forzamento del blocco. Una volta in mare aperto, l'equipaggio procedette alle operazioni di camuffamento, onde far assomigliare la nave al mercantile britannico Benavon: allo scopo il piroscafo venne anche riverniciato di grigio scuro, colorazione usuale dei mercantili britannici. L'Africana puntò inizialmente verso est/sudest, portandosi al largo del Brasile, poi gradualmente virò verso nordest e nord e quindi risalì l'Atlantico con rotta nord/nordovest. Giunto al traverso delle Azzorre, il piroscafo virò verso nordest e quindi verso est in direzione della costa iberica, raggiunta la quale procedette per un breve tratto verso nordest e poi verso est in direzione della costa francese, puntando ancora a nordest per l'ultimo tratto verso Bordeaux. Durante la navigazione si verificarono tre avvistamenti di navi sconosciute, il 4, il 9 ed il 15 agosto, tutti elusi accostando in fuori alla massima velocità. Il 18 agosto un aereo attraversò la rotta del piroscafo, prima di allontanarsi in direzione delle Azzorre. Il 22 ed il 23 agosto l'equipaggiò avvistò delle mine vaganti, il che portò a diminuire la velocità e procedere con maggior attenzione.
Nel Golfo di Guascogna, il 26 agosto, l'Africana s'imbatté in una motonave battente bandiera britannica, ponendosi sulla sua scia – ma mantenendo di fatto la rotta e la velocità precedente – per non insospettire la nave nemica. Da bordo di entrambe le navi gli equipaggi si tennero reciprocamente sotto sorveglianza. Dopo lunghi momenti di tensione l'Africana accostò per allontanarsi, e lo stesso poco dopo fece in altra direzione, anche la motonave sconosciuta: le due navi si persero di vista in mezz'ora, ed il 30 agosto il piroscafo giunse infine nel porto di Bordeaux, accorgendosi con sorpresa che la nave inglese incontrata nel golfo di Guascogna il 26 agosto era ormeggiata ad una banchina di tale porto. Tale unità era infatti l'Himalaya, anch'essa camuffata da nave britannica (ed il cui equipaggio aveva a sua volta creduto l'Africana/Benavon una nave britannica): il giorno stesso Bertolotto s'incontrò con il comandante del piroscafo, il capitano Costante Sambo.
L'equipaggio dell'Africana ricevette un telegramma di congratulazioni da parte di Supermarina, mentre il comandante Bertolotto ricevette la Croce di guerra al valor militare.
Successivamente all'arrivo a Bordeaux il piroscafo riprese il mare per conto delle forze tedesche – che lo noleggiarono a Bordeaux a partire dal settembre 1942 –, navigando in acque nordeuropee.
Alle 7:30 del 13 maggio 1943 (8:30 ora sovietica), al largo di Mehamn, il sommergibile sovietico S 51 attaccò con il lancio di quattro siluri il convoglio di cui l'Africana faceva parte insieme ai trasporti Margareta, Birgit, Ludwig, Starködder ed F 289 e con la scorta del dragamine M 343, delle unità minori V 5902, V 5903, V 5907 e V 6109 e dei cacciasommergibili UJ 1206 e UJ 1212: due dei siluri, diretti proprio contro l'Africana, vennero avvistati, ma nessuna nave fu colpita, mentre la scorta reagì con il lancio di undici bombe di profondità.
In seguito all'annuncio dell'armistizio dell'8 settembre 1943 l'Africana venne catturato dai tedeschi, continuando quindi ad operare per conto di essi: il 2 marzo 1944 il piroscafo venne assegnato alla società Schulte & Brums di Emden.
Il 23 (o 25) marzo 1945 gli stessi tedeschi affondarono l'Africana nel porto di Danzica, per ostruire tale sorgitore. Il relitto, considerato preda bellica, venne recuperato nel dopoguerra dai sovietici: le operazioni di recupero si conclusero il 7 giugno 1947, dopo di che la nave venne avviata alla demolizione.